# Ted Ray (golfista)
Ted Ray (Jersey, 6 de abril de 1877-Watford, 26 de agosto de 1943) fue un golfista profesional británico.

## Biografía
Nació en la isla de Jersey, situada en el Canal de la Mancha. Creció idolatrando a compañeros isleños,como Harry Vardon, siete años mayor que Ray, quien se convirtió en mejor golfista del mundo en la década de 1890, mientras que Ray estaba trabajando como caddie y el desarrollo de sus habilidades de golf propio en el campo de Jersey, misma que Vardon aprendido el juego. Ray era un hombre alto, heftily de Piedra hombre que era conocido en todo el mundo por su prodigioso poder de la te y por el conjunto, aunque sus tiros a menudo aterrizó en posiciones terribles. Estaba a favor de un estilo de ataque, y tuvo que desarrollar habilidades fenomenales de recuperación. Los dibujantes por lo general se le calificó con un Niblick en la mano, adornada con matas de brezo y árboles jóvenes, con un tubo de inseparables entre los dientes. Ray era querido por los aficionados por su juego atrevido, de manera amistosa, cordial y espíritu optimista.
Se convirtió en profesional en su adolescencia, y tomó una posición como profesional del club en Churston Golf Club, Churston. Poco a poco desarrolló su habilidad y reputación por su participación en torneos de menor importancia. Durante su tiempo en Churston, que se sentía alentado por el comité del club para entrar en el Campeonato Abierto de 1900 a 1902, y se le concedió una semana de permiso de ausencia y cinco libras para los gastos de cada año. Después de salir de Churston se convirtió en el profesional de la cabeza en Oxhey Golf Club cerca de Watford, Hertfordshire desde 1912 hasta 1941, cuando se retiró debido a una enfermedad.
Se hizo más conocido por participar en una segunda fase para el Campeonato Abierto de Estados Unidos 1913 con su compañero de Jersey, nació Vardon profesional de Harry y el ganador de Francis Ouimet, que fue objeto de una película de 2005 de Disney titulada, El Juego de honor, basada en Marcos autor 2002 de Frost libro del mismo nombre. Ray se había unido a Vardon en una extensa gira por América del Norte, promovido y financiado por Inglés barón de los medios Lord Northcliffe. Las dos estrellas viajó el continente durante dos meses, la asociación en partidos de exhibición contra los mejores jugadores de cada zona que visitaron. La gira fue un gran éxito, atrayendo a grandes multitudes que salieron para ver los mejores jugadores británicos desafío emergente talento de golf local en un momento de golf estaba entrando en un período de auge de la popularidad, que fue estimulado por la visita. Vardon y Ray terminó su gira en el Abierto de EE.UU. 1913. 
Ray, mientras que a menudo eclipsado por Vardon, John Henry Taylor y James Braid, el gran triunvirato que dominó de golf durante 20 años, tuvo muchos éxitos profesionales de los suyos. Ganó el Open Championship en Muirfield en 1912, y tenía muchos más a punto de chocar en tal caso, con 11 finales más en el top-10. Ganó el Abierto de EE.UU. en Inverness en 1920. Esa victoria, a los 43 años, hizo más antigua de los EE.UU. Ray campeón del Abierto hasta el Hale Irwin ganó a los 45 años en 1990 (Julius Boros también había ganado en 1963 a la edad de 43). Ray también fue finalista en tres ocasiones, en 1903, 1911 y 1912, en el Campeonato de la PGA Británica Matchplay, un evento significativo.
Fue jugador y el capitán del equipo de Gran Bretaña durante el "evento de fuente no oficial" para la Ryder Cup en el Campo Este, el Wentworth Club, Virginia Water, Surrey, Gran Bretaña en 1926. Él era nuevo jugador / capitán del próximo año, el primer oficial de la Copa Ryder. Ray jugó en el campeonato abierto tan tarde como 60 años de edad en 1937.
- Datos: Q443566
- Multimedia: Ted Ray / Q443566